# Ажа (Казахстан)
Ажа́ (каз. Ажа) — село у складі Кокпектинського району Абайської області Казахстану. Входить до складу Кокпектинського сільського округу.
Населення — 174 особи (2021; 268 у 2009, 403 у 1999, 480 у 1989).
Національний склад станом на 1989 рік:
- казахи — 64 %

До 1994 року село називалося Романовка.